# Calaphidius elegans
Calaphidius elegans är en stekelart som beskrevs av Mackauer 1961. Calaphidius elegans ingår i släktet Calaphidius och familjen bracksteklar. Arten är reproducerande i Sverige. Inga underarter finns listade.